# Seven (album de Lisa Stansfield)
Pour les articles homonymes, voir Seven.
Albums de Lisa Stansfield
The Moment
(2004) People Hold On... The Remix Anthology
(2014)
Singles
1. Can't Dance
Sortie : 16 octobre 2013
2. Carry On
Sortie : 14 février 2014
3. So Be It
Sortie : 5 mai 2014
4. There Goes My Heart
Sortie : 8 décembre 2014

Seven est le septième album studio de Lisa Stansfield, sorti le 31 janvier 2014.
L'album s'est classé 13e au UK Albums Chart.
En octobre 2014, une édition Deluxe de l'opus, intitulée  Seven+, a été publiée. Elle comprend deux disques : le premier reprend les titres de Seven ainsi qu'un morceau supplémentaire et le second propose des remixes de la plupart des chansons de l'album original.

## Liste des titres
| No  | Titre        | Auteur                       | Durée |
| --- | ------------ | ---------------------------- | ----- |
| 1.  | Can't Dance  | Lisa Stansfield, Ian Devaney | 4:14  |
| 2.  | Why          | Stansfield, Devaney          | 3:08  |
| 3.  | So Be It     | Stansfield, Devaney          | 4:07  |
| 4.  | Stupid Heart | Stansfield                   | 3:51  |
| 5.  | The Crown    | Stansfield, Devaney          | 3:39  |
| 6.  | Picket Fence | Stansfield, Devaney          | 3:57  |
| 7.  | The Rain     | Stansfield, Devaney          | 3:53  |
| 8.  | Conversation | Stansfield                   | 4:22  |
| 9.  | Carry On     | Stansfield, Devaney          | 4:07  |
| 10. | Love Can     | Stansfield, Devaney          | 3:42  |

| 11. | You Can't Deny It (24/7)                       | 4:22 |
| 12. | Set Your Loving Free (Live in Manchester)      | 4:03 |
| 13. | Time to Make You Mine (Live in Manchester)     | 4:56 |
| 14. | Someday (I'm Coming Back) (Live in Manchester) | 4:45 |

| 1.  | Can't Dance         | Stansfield, Devaney | 4:14 |
| 2.  | Why                 | Stansfield, Devaney | 3:08 |
| 3.  | So Be It            | Stansfield, Devaney | 4:07 |
| 4.  | Stupid Heart        | Stansfield          | 3:51 |
| 5.  | The Crown           | Stansfield, Devaney | 3:39 |
| 6.  | Picket Fence        | Stansfield, Devaney | 3:57 |
| 7.  | The Rain            | Stansfield, Devaney | 3:53 |
| 8.  | Conversation        | Stansfield          | 4:22 |
| 9.  | Carry On            | Stansfield, Devaney | 4:07 |
| 10. | Love Can            | Stansfield, Devaney | 3:42 |
| 11. | There Goes My Heart | Stansfield, Devaney | 4:16 |

| 1.  | Can't Dance (Cool Million 83 Mix)                               | Stansfield, Devaney         | 5:23 |
| 2.  | So Be It (SoulTalk Remix)                                       | Stansfield, Devaney         | 4:11 |
| 3.  | There Goes My Heart (Cool Million Goldchain + Moustarche Remix) | Stansfield, Devaney         | 4:17 |
| 4.  | Carry On (Andy Lewis Remix)                                     | Stansfield, Devaney         | 3:49 |
| 5.  | Can't Dance (Snowboy Vintage Funk Remix)                        | Stansfield, Devaney         | 5:32 |
| 6.  | Picket Fence (Opolopo Mix)                                      | Stansfield, Devaney         | 5:56 |
| 7.  | Love Can (Snowboy Remix)                                        | Stansfield, Devaney         | 8:36 |
| 8.  | You Can't Deny It (24/7)                                        | Stansfield, Devaney, Morris | 4:22 |
| 9.  | The Crown (Cool Million Remix)                                  | Stansfield, Devaney         | 4:11 |
| 10. | There Goes My Heart (Heartful Dodger Remix)                     | Stansfield, Devaney         | 6:01 |
| 11. | Can't Dance (Moto Blanco Edit)                                  | Stansfield, Devaney         | 3:30 |
| 12. | So Be It (Cahill Remix)                                         | Stansfield, Devaney         | 6:09 |
| 13. | There Goes My Heart (Cool Million Remix)                        | Stansfield, Devaney         | 4:40 |
| 14. | Can't Dance (Cool Million 81 Xtended Mix)                       | Stansfield, Devaney         | 6:15 |
| 15. | Can't Dance (Snowboy Club Remix)                                | Stansfield, Devaney         | 4:48 |